# ユートピア (競走馬)
ユートピア（欧字名:Utopia、2000年3月1日 - 2015年7月6日）は、日本で生産された競走馬、種牡馬。
2002年の全日本2歳優駿（GI）、2003年のダービーグランプリ（GI）、2004年・2005年のマイルチャンピオンシップ南部杯（GI）などに優勝した。
半兄に、1997年の中京記念、函館記念を制したアロハドリーム（父クリエイター）がいる。

## 戦績
デビューは2002年秋の京都競馬。初戦は5着と敗れるが、折り返しの新馬戦でダート競走に切り替えると、2着に1.5秒差をつける圧勝を飾る。その勢いで次走のシクラメンステークス（ダートオープン競走）も圧勝。暮れの全日本2歳優駿に駒を進めると、そこでも4馬身差の圧勝で2歳のダート王に輝く。
明けて3歳となり、当時デビュー2連勝中であったスシトレインと並んで3月のUAEダービーに招待された。アメリカ遠征を計画していたスシトレインが早期に出走辞退したのに対し、ユートピアは出走予定であったが、UAEへの渡航時期がイラク戦争開戦時期と重なったため直前で出走を辞退 し、芝のクラシック路線に転じた。しかし毎日杯で2着、NHKマイルカップで4着に終わると陣営はダート路線へ戻ることを決断し、ユニコーンステークスに出走して後続に5馬身の差をつけ中央競馬の重賞初勝利を飾った。ジャパンダートダービーではビッグウルフにハナ差で敗れるも、ダービーグランプリで今度はビッグウルフを4馬身ちぎって統一GI2勝目を挙げる。しかし秋のGI2走はともに2桁着順に終わった。
4歳になってからはしばらく芝路線を歩むが勝ち切るまでには至らなかった。秋になって統一GIマイルチャンピオンシップ南部杯に出走。同競走ではダート王のアドマイヤドンに土を付け快勝し、統一GI3勝目を飾る。その後のレースでは凡走が続く。未勝利のまま1年が過ぎ、ふたたびマイルチャンピオンシップ南部杯へ出走。史上2頭目の同競走連覇を飾った。
その後はふたたび凡走を繰り返したが、6歳のフェブラリーステークスでは3着に入り、ふたたび復活の兆しを見せた。その後、ドバイミーティング、ゴドルフィンマイル（ダート1600メートル）で、武豊との久しぶりのコンビで、逃げ切りでの勝利を収め、日本調教馬による初の海外ダート重賞制覇を達成した。
おもだった競走成績はダートに集中しているが、芝のレースでも2003年のNHKマイルカップ・2004年の安田記念でそれぞれ4着に好走したこともある。一方、2004年の北九州記念では1番人気で5着、2005年の安田記念は14番人気で14着と沈んでおり、競走成績を通じて芝の勝ち鞍はなく、ダート戦ほどの成績を残すことはなかった。
2006年5月2日、アラブ首長国連邦のシェイク・モハメド率いるゴドルフィンへの移籍が決定した。移籍金は400万ドル。日本の現役GI馬が海外に移籍するのは、シーキングザパールに続いて2頭目である。
移籍初戦については、当初は11月のブリーダーズカップ・マイルかブリーダーズカップ・クラシックを予定していたが、出走回避。一方で、10月26日にジャパンカップダートの外国招待馬に選出されたことがJRAより発表されたが、11月9日までに招待辞退が発表され、日本での再出走は実現しなかった。結局、2007年5月の米国ベルモントパーク競馬場におけるウェストチェスターハンデキャップ (G3) が移籍初戦となり、1年以上のブランクはあったものの勝利で復帰を飾った。
次走はメトロポリタンハンデキャップに決定し、移籍後初G1出走を期待されたが脚の感染症が発見され回避となり、6月8日にはベルモントステークスのアンダーカードとして行われたバードストーンステークスにも出走を予定していたが、前脚蹄又に異常が見つかったため回避している。ようやく移籍後2戦目として出走したのは10月5日に行われた米国メドウランズ競馬場のG2、メドウランズカップハンデキャップ。しかし、大きく離れた6着に敗れた。続く11月17日のスタイヴァザントハンデキャップ (G3) で2着に入ったのを最後に引退が決定し、アメリカで種牡馬入りすることとなった。

## 種牡馬時代
2008年からアメリカ・ニューヨーク州サラトガ・スプリングズにあるマクマホン・オブ・サラトガ・サラブレッズ（McMahon of Saratoga Thoroughbreds）で繋養され、初年度の種付料は7500ドル（約84万円）であった。2010年から2011年にかけては一時的にテキサス州のマクダーモット・ランチ・テキサス（Mcdermott Ranch Texas）に繋養された。
2014年6月、ターキッシュ・ブラッドストック（Turkish Bloodstock）の仲介によりトルコのブルサ県で牧場を経営するセルダル・ケマル・オズチョラック（Serdar Kemal Özçolak）に売却され、トルコに移動。ブルサ県のカラジャベイ・ナショナルスタッド・ファーム（Karacabey National Stud Farm）に預託されて種牡馬生活を送っていたが、トルコにおける最初の種付けシーズンが終了した直後の2015年7月6日に心臓発作により死亡した。なお、ユートピアの死後、オズチョラック牧場はスマートロビンとメールドグラースを後継種牡馬として日本からトルコに導入している。

### 主な産駒
- 2010年産
  - Matchmadeinheaven / マッチメイドインヘブン - 米国リステッド競走2勝[14]
- 2011年産
  - Free Mugatu / フリームガトゥ - 米国リステッド競走1勝[15]
- 2016年産
  - Ghost Pasha / ゴーストパシャ - トルコ準重賞（A2）1勝[16]
  - Kızıl Tüy / クズルテュイ - オルハン・ドア・オズソイ賞（TUR G3）[17]
  - Luminescence / ルミネセンス - トルコ準重賞（A3）1勝[18]

トルコ産のGhost Pashaが同国で種牡馬となり、2022年生まれの産駒1頭が血統登録されている。

## 競走成績
以下の内容は、JBISサーチおよびnetkeiba.comに基づく。
| 競走日     | 競馬場         | 競走名              | 格   | 距離 （馬場） | 頭 数 | 枠 番 | 馬 番 | オッズ （人気） | 着順 | タイム （上り3F） | 着差 | 騎手        | 斤量 [kg] | 1着馬（2着馬）             | 馬体重 [kg] |
| ---------- | -------------- | ------------------- | ---- | ------------- | ----- | ----- | ----- | --------------- | ---- | ----------------- | ---- | ----------- | --------- | -------------------------- | ----------- |
| 2002.11.03 | 京都           | 2歳新馬             |      | 芝1400m（良） | 17    | 5     | 10    | 004.10（2人）   | 05着 | R1:24.5（35.8）   | -1.3 | 0 武豊      | 54        | ヒューマ                   | 488         |
| 0000.11.17 | 京都           | 2歳新馬             |      | ダ1400m（良） | 15    | 6     | 10    | 004.20（2人）   | 01着 | R1:25.8（37.5）   | -1.5 | 0安藤勝己   | 54        | (エイシンアソザン)         | 478         |
| 0000.12.08 | 阪神           | シクラメンS         | OP   | ダ1400m（良） | 7     | 4     | 4     | 001.10（1人）   | 01着 | R1:24.5（37.1）   | -1.0 | 0小牧太     | 55        | (サチノグローリ)           | 470         |
| 0000.12.25 | 川崎           | 全日本2歳優駿       | GI   | ダ1600m（重） | 11    | 2     | 2     | 00 - 00（1人）  | 01着 | R1:42.4（38.8）   | -0.9 | 0河内洋     | 54        | (エースインザレース)       | 460         |
| 2003.03.29 | 阪神           | 毎日杯              | GIII | 芝2000m（良） | 13    | 3     | 3     | 015.20（5人）   | 02着 | R2:00.1（35.8）   | -0.2 | 0武豊       | 57        | タカラシャーディー         | 466         |
| 0000.05.11 | 東京           | NHKマイルC          | GI   | 芝1600m（良） | 18    | 6     | 11    | 006.80（4人）   | 04着 | R1:34.6（35.2）   | -0.4 | 0 安藤勝己  | 57        | ウインクリューガー         | 464         |
| 0000.06.07 | 東京           | ユニコーンS         | GIII | ダ1600m（良） | 16    | 7     | 14    | 001.80（1人）   | 01着 | R1:35.8（36.9）   | -0.8 | 0安藤勝己   | 56        | (ブイロッキー)             | 466         |
| 0000.07.08 | 大井           | ジャパンDダービー   | GI   | ダ2000m（重） | 13    | 7     | 10    | 00 - 00（1人）  | 02着 | R2:04.9（38.0）   | -0.0 | 0安藤勝己   | 56        | ビッグウルフ               | 464         |
| 0000.09.23 | 盛岡           | ダービーグランプリ  | GI   | ダ2000m（良） | 14    | 8     | 13    | 00 - 00（1人）  | 01着 | R2:07.6           | -0.7 | 0安藤勝己   | 56        | (ビッグウルフ)             | 467         |
| 0000.11.03 | 大井           | JBCクラシック       | GI   | ダ2000m（良） | 15    | 6     | 10    | 00 - 00（2人）  | 10着 | R2:07.2（40.4）   | -2.9 | 0武豊       | 55        | アドマイヤドン             | 464         |
| 0000.11.29 | 東京           | ジャパンCダート     | GI   | ダ2100m（不） | 16    | 7     | 14    | 010.40（3人）   | 10着 | R2:12.3（40.4）   | -3.1 | 0武豊       | 55        | フリートストリートダンサー | 466         |
| 2004.01.05 | 京都           | 京都金杯            | GIII | 芝1600m（良） | 16    | 5     | 10    | 012.50（6人）   | 03着 | R1:33.3（35.5）   | -0.0 | 0四位洋文   | 56        | マイソールサウンド         | 472         |
| 0000.02.22 | 東京           | フェブラリーS       | GI   | ダ1600m（良） | 16    | 2     | 4     | 008.20（2人）   | 08着 | R1:37.5（36.5）   | -0.7 | 0四位洋文   | 57        | アドマイヤドン             | 462         |
| 0000.04.04 | 中山           | ダービー卿CT        | GIII | 芝1600m（良） | 15    | 3     | 5     | 007.00（2人）   | 07着 | R1:34.1（36.7）   | -0.7 | 0四位洋文   | 56.5      | マイネルモルゲン           | 464         |
| 0000.06.06 | 東京           | 安田記念            | GI   | 芝1600m（稍） | 18    | 6     | 12    | 040.0（10人）   | 04着 | R1:32.9（35.2）   | -0.3 | 0四位洋文   | 58        | ツルマルボーイ             | 466         |
| 0000.07.18 | 小倉           | 北九州記念          | GIII | 芝1800m（良） | 13    | 8     | 13    | 003.30（1人）   | 05着 | R1:44.5（35.1）   | -0.4 | 0安藤勝己   | 57        | ダイタクバートラム         | 474         |
| 0000.10.11 | 盛岡           | マイルCS南部杯      | GI   | ダ1600m（稍） | 12    | 2     | 2     | 00 - 00（2人）  | 01着 | R1:35.9           | -0.1 | 0横山典弘   | 57        | (アドマイヤドン)           | 474         |
| 0000.11.03 | 大井           | JBCクラシック       | GI   | ダ2000m（稍） | 13    | 2     | 2     | 00 - 00（5人）  | 04着 | R2:03.3（38.0）   | -0.9 | 0横山典弘   | 57        | アドマイヤドン             | 469         |
| 0000.11.28 | 東京           | ジャパンCダート     | GI   | ダ2100m（良） | 16    | 3     | 5     | 019.60（5人）   | 06着 | R2:09.6（37.9）   | -0.9 | 0M.デムーロ | 57        | タイムパラドックス         | 470         |
| 0000.12.29 | 大井           | 東京大賞典          | GI   | ダ2000m（重） | 14    | 7     | 11    | 00 - 00（5人）  | 02着 | R2:03.2（37.5）   | -0.6 | 0横山典弘   | 57        | アジュディミツオー         | 469         |
| 2005.02.20 | 東京           | フェブラリーS       | GI   | ダ1600m（不） | 15    | 5     | 9     | 010.60（3人）   | 15着 | R1:37.（37.6）    | -2.6 | 0横山典弘   | 57        | メイショウボーラー         | 470         |
| 0000.03.27 | 中山           | マーチS             | GIII | ダ1800m（良） | 16    | 2     | 3     | 007.20（3人）   | 03着 | R1:52.2（38.1）   | -0.2 | 0安藤勝己   | 59        | クーリンガー               | 470         |
| 0000.05.03 | 名古屋         | かきつばた記念      | GIII | ダ1400m（良） | 12    | 8     | 11    | 00 - 00（1人）  | 04着 | R1:27.6（38.4）   | -0.4 | 0安藤勝己   | 59        | ヨシノイチバンボシ         | 480         |
| 0000.06.05 | 東京           | 安田記念            | GI   | 芝1600m（良） | 18    | 7     | 14    | 054.4（14人）   | 14着 | R1:33.0（35.3）   | -0.7 | 0安藤勝己   | 58        | アサクサデンエン           | 478         |
| 0000.06.29 | 大井           | 帝王賞              | GI   | ダ2000m（重） | 13    | 2     | 2     | 00 - 00（4人）  | 04着 | R2:04.5（38.9）   | -1.0 | 0安藤勝己   | 57        | タイムパラドックス         | 475         |
| 0000.10.10 | 盛岡           | マイルCS南部杯      | GI   | ダ1600m（良） | 14    | 7     | 12    | 00 - 00（3人）  | 01着 | R1:36.7           | -0.0 | 0安藤勝己   | 57        | (シーキングザダイヤ)       | 475         |
| 0000.11.03 | 大井           | JBCクラシック       | GI   | ダ1900m（良） | 12    | 1     | 1     | 00 - 00（5人）  | 02着 | R2:01.1（37.4）   | -0.2 | 0安藤勝己   | 57        | タイムパラドックス         | 480         |
| 0000.11.26 | 東京           | ジャパンCダート     | GI   | ダ2100m（良） | 15    | 5     | 8     | 030.10（8人）   | 08着 | R2:09.4（38.2）   | -1.4 | 0安藤勝己   | 57        | カネヒキリ                 | 476         |
| 0000.12.29 | 大井           | 東京大賞典          | GI   | ダ2000m（良） | 15    | 5     | 8     | 00 - 00（6人）  | 08着 | R2:04.7（38.6）   | -1.6 | 0安藤勝己   | 57        | アジュディミツオー         | 477         |
| 2006.02.19 | 東京           | フェブラリーS       | GI   | ダ1600m（良） | 16    | 2     | 3     | 034.7（11人）   | 03着 | R1:35.4（36.7）   | -0.5 | 0安藤勝己   | 57        | カネヒキリ                 | 485         |
| 0000.03.25 | ナド・アルシバ | ゴドルフィンマイル  | GII  | ダ1600m（良） | 10    | -     | 1     | 00 - 00         | 01着 | R1:35.9           | -0.8 | 0武豊       | 57        | (Win River Win)            | 計不        |
| 2007.05.02 | アケダクト     | ウエストチェスターH | GIII | ダ8f          | 5     | -     | 1     | 00 - 00         | 01着 | R1:33.2           | -    | 0M.ルッツィ | 53        | (Sun King)                 | 計不        |
| 0000.10.05 | メドウランズ   | メドウランズC       | GII  | ダ9f          | 5     | -     | 1     | 00 - 00         | 06着 | R1:50.7           | -    | 0M.ルッツィ | 54        | Diamond Stripes            | 計不        |
| 0000.11.17 | アケダクト     | スタイヴァサントH   | GIII | ダ9f          | 6     | -     | 4     | 00 - 00         | 02着 | R1:48.3           | -    | 0M.ルッツィ | 53        | Hunting                    | 計不        |

## 血統表
| ユートピアの血統ミスタープロスペクター系／Native Dancer4×5=9.38%、Lady Angela4×5=9.38%（母内）、Nasrullah5×5×5=9.38% | ユートピアの血統ミスタープロスペクター系／Native Dancer4×5=9.38%、Lady Angela4×5=9.38%（母内）、Nasrullah5×5×5=9.38% | ユートピアの血統ミスタープロスペクター系／Native Dancer4×5=9.38%、Lady Angela4×5=9.38%（母内）、Nasrullah5×5×5=9.38% | （血統表の出典）                                 | （血統表の出典） |
| 父系 | ミスタープロスペクター系                                                                                             | ミスタープロスペクター系                                                                                             | ミスタープロスペクター系                         | [ § 2 ]          |
| 父 *フォーティナイナー Forty Niner 1985 栗毛 アメリカ                                                                | 父の父Mr. Prospector 1970 鹿毛 アメリカ                                                                              | Raise a Native | Native Dancer                                    | Native Dancer    |
| 父 *フォーティナイナー Forty Niner 1985 栗毛 アメリカ                                                                | 父の父Mr. Prospector 1970 鹿毛 アメリカ                                                                              | Raise a Native | Raise You                                        |                  |
| 父 *フォーティナイナー Forty Niner 1985 栗毛 アメリカ                                                                | 父の父Mr. Prospector 1970 鹿毛 アメリカ                                                                              | Gold Digger | Nashua                                           | Nashua           |
| 父 *フォーティナイナー Forty Niner 1985 栗毛 アメリカ                                                                | 父の父Mr. Prospector 1970 鹿毛 アメリカ                                                                              | Gold Digger | Sequence                                         |                  |
| 父 *フォーティナイナー Forty Niner 1985 栗毛 アメリカ                                                                | 父の母File 1976 栗毛 アメリカ                                                                                        | Tom Rolfe | Ribot                                            | Ribot            |
| 父 *フォーティナイナー Forty Niner 1985 栗毛 アメリカ                                                                | 父の母File 1976 栗毛 アメリカ                                                                                        | Tom Rolfe | Pocahontas                                       |                  |
| 父 *フォーティナイナー Forty Niner 1985 栗毛 アメリカ                                                                | 父の母File 1976 栗毛 アメリカ                                                                                        | Continue | Double Jay                                       | Double Jay       |
| 父 *フォーティナイナー Forty Niner 1985 栗毛 アメリカ                                                                | 父の母File 1976 栗毛 アメリカ                                                                                        | Continue | Courtesy                                         |                  |
| 母 ドリームビジョン 1986 栗毛 北海道早来町                                                                           | 母の父*ノーザンテースト Northern Taste 1971 栗毛 カナダ                                                              | Northern Dancer | Nearctic                                         | Nearctic         |
| 母 ドリームビジョン 1986 栗毛 北海道早来町                                                                           | 母の父*ノーザンテースト Northern Taste 1971 栗毛 カナダ                                                              | Northern Dancer | Natalma                                          |                  |
| 母 ドリームビジョン 1986 栗毛 北海道早来町                                                                           | 母の父*ノーザンテースト Northern Taste 1971 栗毛 カナダ                                                              | Lady Victoria | Victoria Park                                    | Victoria Park    |
| 母 ドリームビジョン 1986 栗毛 北海道早来町                                                                           | 母の父*ノーザンテースト Northern Taste 1971 栗毛 カナダ                                                              | Lady Victoria | Lady Angela                                      |                  |
| 母 ドリームビジョン 1986 栗毛 北海道早来町                                                                           | 母の母*ハニードリーマー Honey Dreamer 1973 鹿毛 アメリカ                                                             | Dewan | Bold Ruler                                       | Bold Ruler       |
| 母 ドリームビジョン 1986 栗毛 北海道早来町                                                                           | 母の母*ハニードリーマー Honey Dreamer 1973 鹿毛 アメリカ                                                             | Dewan | Sunshine Nell                                    |                  |
| 母 ドリームビジョン 1986 栗毛 北海道早来町                                                                           | 母の母*ハニードリーマー Honey Dreamer 1973 鹿毛 アメリカ                                                             | *ハニーサツクルヴアイン Honeysuckle Vine                                                                             | Tom Fool                                         | Tom Fool         |
| 母 ドリームビジョン 1986 栗毛 北海道早来町                                                                           | 母の母*ハニードリーマー Honey Dreamer 1973 鹿毛 アメリカ                                                             | *ハニーサツクルヴアイン Honeysuckle Vine                                                                             | Sweet Clementine                                 |                  |
| 母系(F-No.) | 23号族(FN:23-b) | 23号族(FN:23-b) | 23号族(FN:23-b)                                  | [ § 3 ]          |
| 5代内の近親交配 | Native Dancer4×5、Lady Angela4×5、Nasrullah5×5×5                                                                     | Native Dancer4×5、Lady Angela4×5、Nasrullah5×5×5                                                                     | Native Dancer4×5、Lady Angela4×5、Nasrullah5×5×5 | [ § 4 ]          |
| 出典 | 1. 2. 3. 4. | 1. 2. 3. 4. | 1. 2. 3. 4.                                      | 1. 2. 3. 4.      |

- 半兄にアロハドリーム。半姉にローズステークス2着馬メイプルシロップ。
- 近親にステイヤーズステークス勝ち馬のインターフラッグ、京都牝馬特別勝ち馬のマルカコマチ、京王杯2歳ステークスとアーリントンカップ勝ち馬のタイセイビジョンがいる。